# Monto
Monto – miasto w Australii, w stanie Queensland.